# معادله برگرز
معادلهٔ بورگِرز  را می‌توان ساده‌ترین مدل ریاضی برای ترکیب دو عامل پراهمیت و اساسی رفتارهای غیر خطی و نیز پخش و اتلاف انرژی در حوزهٔ گسترده و پر از تنوع فیزیک و مکانیک امواج به‌حساب آورد.
به ازاء هر مقدار داده شده و مفروض ضریب لزجت {\displaystyle \nu \!}، فرم عمومی معادلهٔ بورگِرز عبارت است از: 
{\displaystyle {\frac {\partial u}{\partial t}}+u{\frac {\partial u}{\partial x}}=\nu {\frac {\partial ^{2}u}{\partial x^{2}}}\!}
در اینجا جملهٔ غیر خطی {\displaystyle u{\frac {\partial u}{\partial x}}\!} مسئول پشته کردن و قد بلند نمودن موج، ایجاد شیبی تند، و سرانجام بروز شوک می‌باشد. این در حالی است، که جمله خطی {\displaystyle \nu {\frac {\partial ^{2}u}{\partial x^{2}}}} درست در جهت مخالف اولی، روی در پخش کردن و مستهلک نمودن ساختارهای ایجاد شده در منحنی پروفیل موج را دارد.
هنگامی که داشته باشیم {\displaystyle \nu =0\!}، معادلهٔ غیر لزج برگرز حاصل می‌شود:
{\displaystyle {\frac {\partial u}{\partial t}}+u{\frac {\partial u}{\partial x}}=0\!}